# Пуздерци
Пуздерци (на македонска литературна норма: Пуздерци) е село в източната част на Северна Македония, община Пробищип.

## География
Землището на Пуздерци е 6,1 km2, от които земеделската площ е 586 хектара – 354 хектара обработваема земя, 225 хектара пасища и 7 хектара гори.

## История
В XIX век Пуздерци е малко българско село в Щипска кааза на Османската империя. Според статистиката на Васил Кънчов от 1900 година Пуздерци има 100 жители, всички българи християни.
В началото на XX век българското население на селото е под върховенството на Българската екзархия. По данни на секретаря на екзархията Димитър Мишев („La Macédoine et sa Population Chrétienne“) през 1905 година в Пуздерци (Pozdertzi) има 96 българи екзархисти.
Църквата „Свети Илия“ е от 1920 година. Не е изписана.
Според преброяването от 2002 година селото има 43 жители (20 мъже и 14 жени), в 17 домакинства и 31 къщи.